# Villechenève
Villechenève – miejscowość i gmina we Francji, w regionie Owernia-Rodan-Alpy, w departamencie Rodan.
Według danych na rok 1990 gminę zamieszkiwało 570 osób, a gęstość zaludnienia wynosiła 40 osób/km² (wśród 2880 gmin regionu Rodan-Alpy Villechenève plasuje się na 1083. miejscu pod względem liczby ludności, natomiast pod względem powierzchni na miejscu 822.).